# ブリヂストンレディスオープン

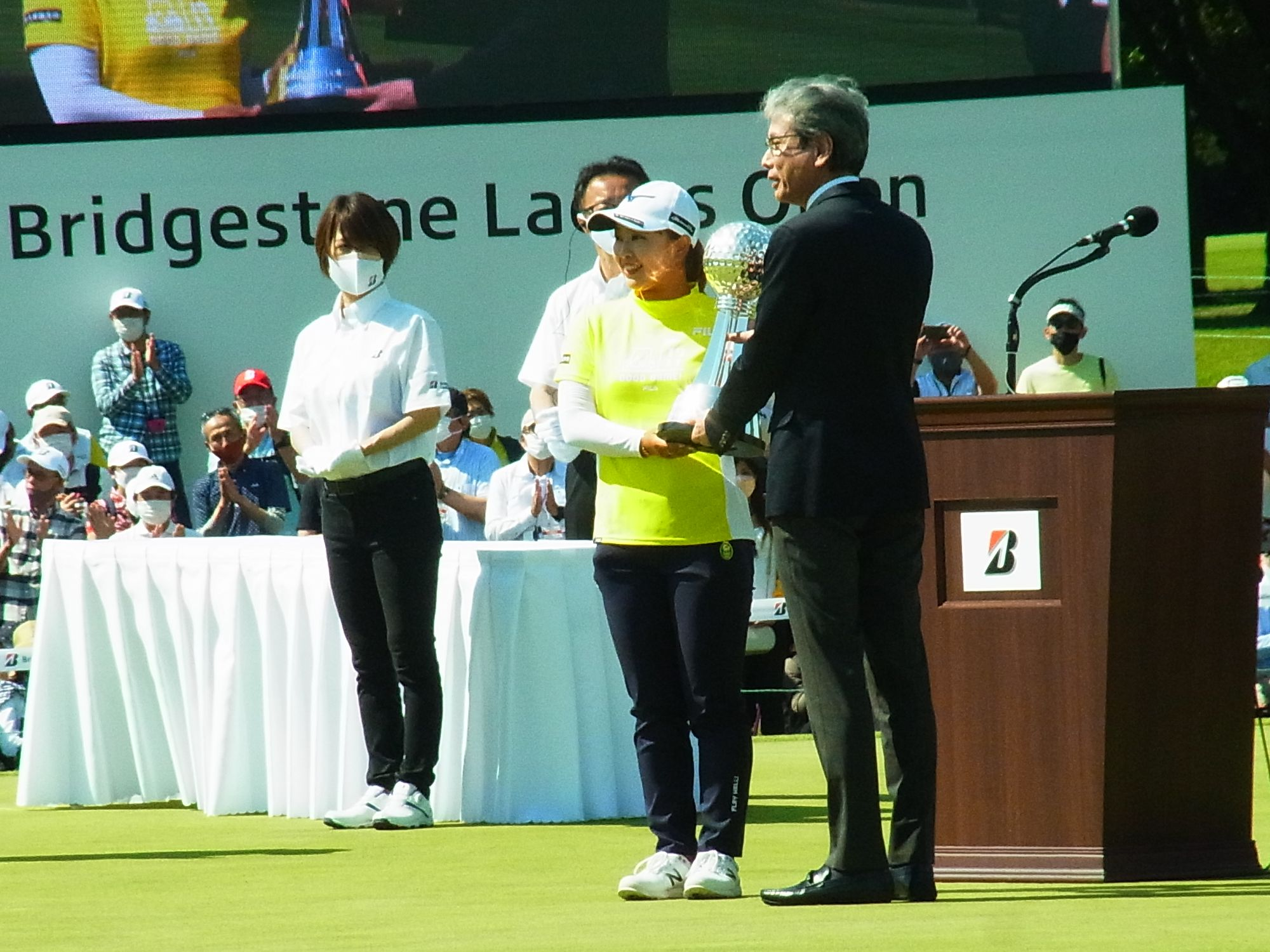
2022 ブリヂストンレディスオープン 西郷真央（5月22日 袖ヶ浦カンツリークラブ 袖ヶ浦コース）

ブリヂストンレディスオープンは、ブリヂストンと中京テレビ放送の主催による日本女子プロゴルフ協会（JLPGA）公認の女子プロゴルフトーナメントの一つ。2022年現在、賞金総額1億円、優勝賞金1800万円。

## 概要
本大会は1983年に創設され、毎年5月第3週から第4週に組まれているトーナメント大会である。会場は1983年から1999年までは愛知県春日井市にある春日井カントリークラブ、2000年から2021年までは豊田市にある中京ゴルフ倶楽部 石野コースで中京テレビ･ブリヂストンレディスオープンの大会名で開催されていた。2022年より大会名をブリヂストンレディスオープンに変更し、2021年まで男子のブリヂストンオープンが開催されていた千葉県千葉市緑区の袖ヶ浦カンツリークラブ袖ヶ浦コースとなり、以後は中京GC石野Cと交互に開催されている。
大会期間も4日間に拡大され、賞金総額も従来の7000万円から1億円に増額された。
テレビ中継については1～3日目は中京テレビのみの放送、最終日は日本テレビ系列全国ネットで録画放送されている。またCS放送の日テレG+及び日テレNEWS24でも中継が行われている。
2018年12月、日本女子プロゴルフ協会が2019年以降のツアー競技公式戦及び公認大会のテレビ中継放映権について協会が一括管理するとの姿勢を打ち出したことにより、ツアー大会の各主催者側と協議を行ったが、日本テレビとの協議が決裂したことにより、2019年度については日本テレビ及び同社系列局が主催する大会から撤退することを発表。本大会についても開催が見送られることになったと一旦発表されたが、その後2019年1月に開催へ向けた再交渉を行った結果、同月25日に大会の継続が発表された。2020年は新型コロナウイルス感染拡大のため中止となった。

## 歴代優勝者
| 開催回 | 開催年 | 優勝者名   | 開催コース                     | 備考                |
| ------ | ------ | ---------- | ------------------------------ | ------------------- |
| 第42回 | 2025年 | 佐久間朱莉 | 中京GC 石野C                   |                     |
| 第41回 | 2024年 | 竹田麗央   | 袖ヶ浦カンツリークラブ 袖ヶ浦C |                     |
| 第40回 | 2023年 | 山下美夢有 | 中京GC 石野C                   |                     |
| 第39回 | 2022年 | 西郷真央   | 袖ヶ浦カンツリークラブ 袖ヶ浦C | この年から4日間大会 |

3日間大会
| 開催回 | 開催年 | 優勝者名               | 開催コース                      |
| ------ | ------ | ---------------------- | ------------------------------- |
| 第38回 | 2021年 | 稲見萌寧               | 中京GC石野C                     |
| 第37回 | 2019年 | 勝みなみ               | 中京GC石野C                     |
| 第36回 | 2018年 | ペ・ヒキョン           | 中京GC石野C                     |
| 第35回 | 2017年 | 上田桃子               | 中京GC石野C                     |
| 第34回 | 2016年 | 鈴木愛                 | 中京GC石野C                     |
| 第33回 | 2015年 | 吉田弓美子             | 中京GC石野C                     |
| 第32回 | 2014年 | アン・ソンジュ         | 中京GC石野C                     |
| 第31回 | 2013年 | 森田理香子             | 中京GC石野C                     |
| 第30回 | 2012年 | 李知姫                 | 中京GC石野C                     |
| 第29回 | 2011年 | 野村敏京               | 中京GC石野C                     |
| 第28回 | 2010年 | 不動裕理               | 中京GC石野C                     |
| 第27回 | 2009年 | 任恩娥                 | 中京GC石野C                     |
| 第26回 | 2008年 | 李知姫                 | 中京GC石野C                     |
| 第25回 | 2007年 | 横峯さくら             | 中京GC石野C                     |
| 第24回 | 2006年 | 李知姫                 | 中京GC石野C                     |
| 第23回 | 2005年 | 宮里藍                 | 中京GC石野C                     |
| 第22回 | 2004年 | 斉藤裕子               | 中京GC石野C                     |
| 第21回 | 2003年 | 不動裕理               | 中京GC石野C                     |
| 第20回 | 2002年 | シン・ソーラ           | 中京GC石野C                     |
| 第19回 | 2001年 | 大場美智恵             | 中京GC石野C                     |
| 第18回 | 2000年 | 肥後かおり             | 中京GC石野C                     |
| 第17回 | 1999年 | 村口史子               | 春日井カントリークラブ 東コース |
| 第16回 | 1998年 | 具玉姫                 | 春日井カントリークラブ 東コース |
| 第15回 | 1997年 | 高村亜紀               | 春日井カントリークラブ 東コース |
| 第14回 | 1996年 | 村井真由美             | 春日井カントリークラブ 東コース |
| 第13回 | 1995年 | 塩谷育代               | 春日井カントリークラブ 東コース |
| 第12回 | 1994年 | 山岡明美               | 春日井カントリークラブ 西コース |
| 第11回 | 1993年 | 西田智恵子             | 春日井カントリークラブ 東コース |
| 第10回 | 1992年 | 永田富佐子             | 春日井カントリークラブ 東コース |
| 第9回  | 1991年 | 島袋美幸               | 春日井カントリークラブ 東コース |
| 第8回  | 1990年 | 黄玥珡                 | 春日井カントリークラブ 東コース |
| 第7回  | 1989年 | ホリー・ハートリー     | 春日井カントリークラブ 東コース |
| 第6回  | 1988年 | 永田富佐子             | 春日井カントリークラブ 東コース |
| 第5回  | 1987年 | 黄玥珡                 | 春日井カントリークラブ 東コース |
| 第4回  | 1986年 | ジョディ・ロセントール | 春日井カントリークラブ 東コース |
| 第3回  | 1985年 | 樋口久子               | 春日井カントリークラブ 東コース |
| 第2回  | 1984年 | リー・リンカー         | 春日井カントリークラブ 東コース |
| 第1回  | 1983年 | 増田節子               | 春日井カントリークラブ 東コース |

## 参考
- 日本女子プロゴルフ協会 中京テレビ・ブリヂストンレディスオープン